# Éclaibes
Éclaibes ist eine französische Gemeinde im Département Nord in der Region Hauts-de-France. Sie gehört zum Arrondissement Avesnes-sur-Helpe und zum Kanton Avesnes-sur-Helpe. Die Bewohner nennen sich Éclaibois.

## Geografie
Die Gemeinde Éclaibes liegt etwa zehn Kilometer südlich von Maubeuge und 15 Kilometer westlich der Grenze zu Belgien. Sie grenzt im Nordosten an Beaufort, im Südosten an Floursies, im Süden an Dourlers, im Südwesten an Saint-Aubin und im Nordwesten an Limont-Fontaine.

## Bevölkerungsentwicklung
| Jahr                       | 1962 | 1968 | 1975 | 1982 | 1990 | 1999 | 2006 | 2014 | 2020 |
| Einwohner                  | 219  | 188  | 180  | 209  | 272  | 270  | 296  | 294  | 265  |
| Quellen: Cassini und INSEE |      |      |      |      |      |      |      |      |      |

## Sehenswürdigkeiten

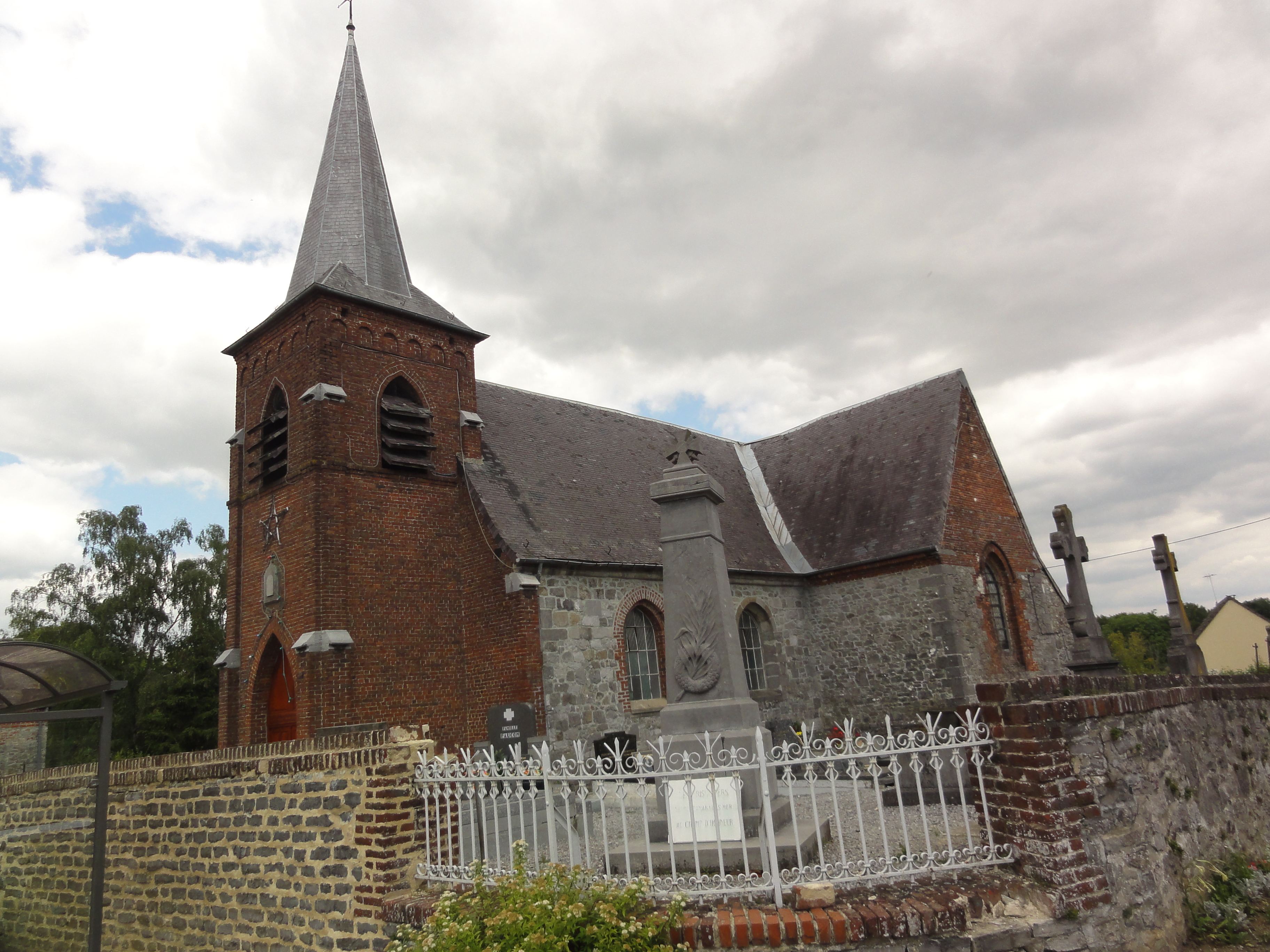
Kirche Saint-Étienne
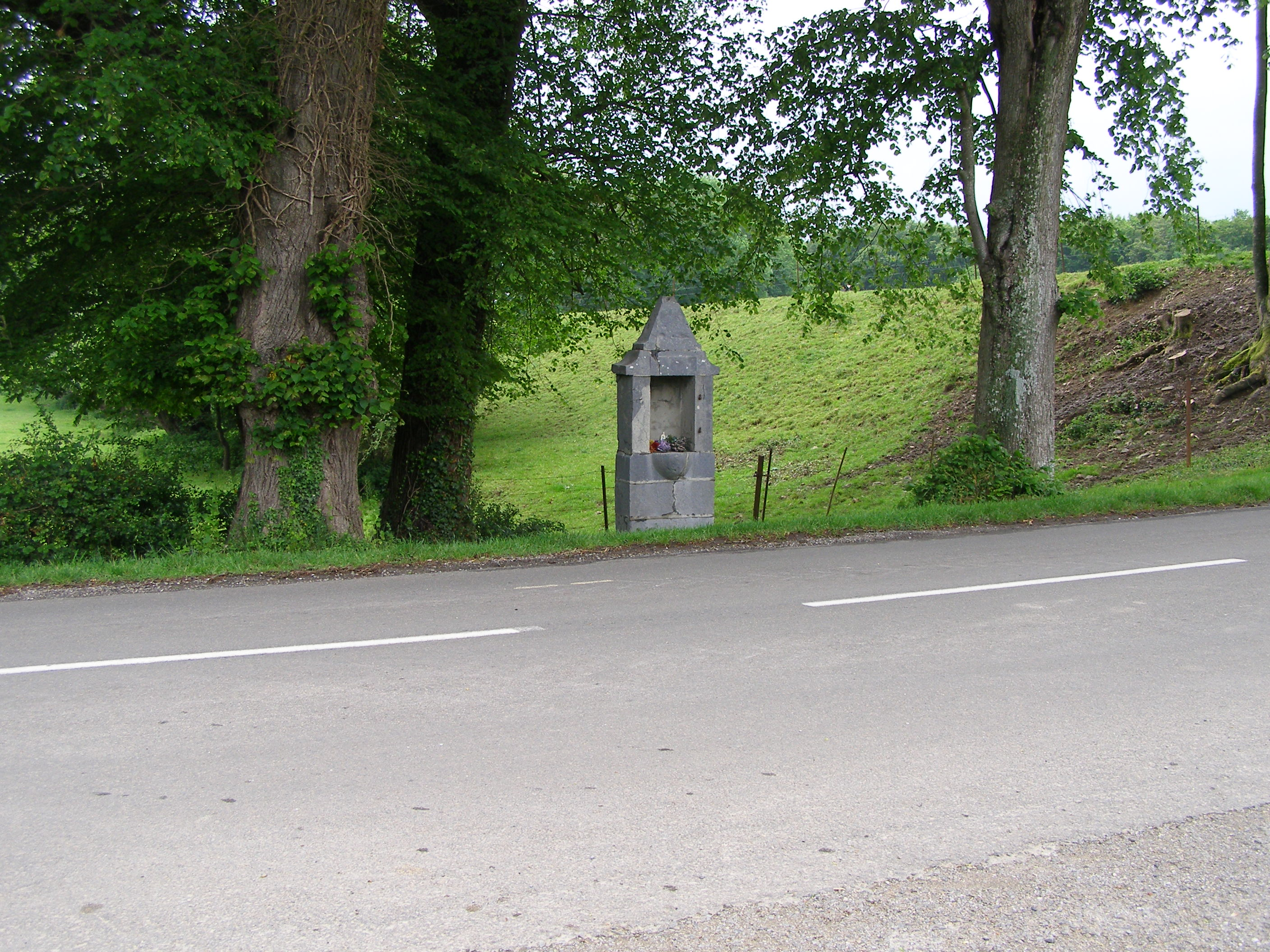
Schloss Éclaibes

- Kirche Saint-Étienne
- Oratorium